# Taormina
Taormina (syc. Taurmina, grec. Tauromenion, łac. Tauromenium) – miejscowość i gmina we Włoszech, w regionie Sycylia, w prowincji Mesyna.
Według danych na rok 2013 gminę zamieszkiwało 11 061 osób, 842,4 os./km².

## Położenie
Taormina położona jest w północnej części wschodniego wybrzeża Sycylii, w przybliżeniu w połowie drogi między Mesyną a Katanią. Miasto rozpościera się na stromych zboczach okolicznych gór, od poziomu morza aż do ich szczytów.
Pod miastem przebiega autostrada A18 (Mesyna-Katania).

## Historia
Założone w IV wieku p.n.e. przez uciekinierów z Naksos najechanego przez Dionizjosa I, tyrana Syrakuz. Wcześniej okolice zamieszkiwali Sykulowie.
W 345 r. p.n.e. tyran Tauromenion Andromachos poparł Timoleona podczas jego wyprawy sycylijskiej.
Później Tauromenion zostało podporządkowane Agatoklesowi z Syrakuz, co było przyczyną wygnania Timajosa.
Kolejny tyran Tyndarion był sprzymierzeńcem Pyrrusa.
W 902 została podbita przez Arabów.

## Atrakcje turystyczne
Do zabytków Taorminy zaliczyć można dobrze zachowany teatr grecki, katedrę, a także górujący nad miastem zamek. U podnóży miasta znajduje się natomiast rezerwat Baia della Isola Bella (Zatoka Isola Bella).